# El imperio de la luz (Magritte)
El imperio de la luz (en francés: L'Empire des lumières) es el título de una sucesión de pinturas de René Magritte. Todas representan la imagen paradójica y chocante de un paisaje nocturno bajo un cielo iluminado de día: bajo un firmamento azul salpicado de nubes blancas, aparecen en primer plano calles o casas en un entorno boscoso apenas iluminadas por una farola; el brillo celeste arriba se opone a la negrura abajo. Exploró el tema en 27 pinturas (17 pinturas al óleo y 10 gouaches) desde la década de 1940 hasta la de 1960. Las pinturas no fueron planeadas como una serie formal. Nunca se han exhibido todas juntas y rara vez se exhiben en grupos más pequeños. El título original en francés, L'Empire des Lumieres, a veces se traduce como singular, El imperio de la luz, : 60 p.  : 184 p.  y otras como plural El imperio de las luces. : 126 p.  : 177 p.  Otras traducciones incluyen El dominio de la luz, haciendo la distinción de que "un imperio existe en relación con un gobernante, un dominio no necesariamente requiere esto".

## Precursores, influencias y orígenes
Una fuente afirma que el artista se inspiró en las obras de John Atkinson Grimshaw, un pintor inglés de la época victoriana, que se deleitaba en su época pintando vistas urbanas nocturnas y al atardecer. Otras fuentes identifican las pinturas nocturnas del simbolista belga William Degouve de Nuncques (1867-1935) como una influencia en la serie de Magritte, específicamente en su pintura La casa ciega. : 65 p.  : 126 p.  El historiador del arte y ex director del Museo Kröller-Müller de los Países Bajos, A. M. Hammacher también observó que Magritte estaba "muy interesado" en los paisajes del gran pintor romántico alemán Caspar David Friedrich. : 126 p. William Rubin hizo comparaciones entre algunas de las pinturas de frottage de Max Ernst, específicamente Bosque (1927), óleo sobre lienzo 114 x 146 cm. en la colección Joseph Slifka, Nueva York en ese momento, comentando sobre la pintura de Ernst "el paisaje nocturno incluye enigmáticamente un cielo brillante a la luz del día (Magritte exploraría esta misma conjunción más tarde en El imperio de la luz II )". : 182–184 p. Las comparaciones con el gouache Ropa de día y de noche (1936) de Salvador Dalí y Día y Noche (1941-1942) de Max Ernst en la Colección Menil también son intrigantes.
Un ejemplo temprano de Magritte jugando con la idea de la aparición simultánea de la noche y el día es un gouache pintado en 1939 que se encuentra en el Museo Boijmans Van Beuningen, Rotterdam. En este gouache, el horizonte de un cielo crepuscular está nítidamente iluminado por una puesta de sol que proyecta un grupo de árboles y casas en primer plano en una silueta negra que está llena de estrellas y una luna creciente. Un libro sobre Magritte publicado en 1973 identifica el gouache como La Bonne Aventure (Buena fortuna), : 126–127 p. sin embargo, el sitio web del Museo Boijmans Van Beuningen da el título como Le poison (El veneno) y afirma que es el primero de la serie El Imperio de la luz.

## Las obras
Aunque Magritte ya había completado algunas versiones en 1953, una retrospectiva en la Bienal de Venecia de 1954 incluyó una versión de 1954 (ahora en la Colección Peggy Guggenheim) que atrajo a varios coleccionistas con la expectativa de comprar la pintura. Magritte terminó produciendo múltiples versiones grandes y de alta calidad ese año para satisfacer a los coleccionistas, y continuó explorando ocasionalmente el tema en pinturas por el resto de su vida.
El motivo se incluyó en los diseños de una serie de murales en la sala de juego principal del Casino Municipal de Knokke-Le Zoute en Bélgica. Titulado The Enchanted Domain, Magritte produjo un conjunto de ocho pinturas del tamaño de un caballete que retoman e integran numerosos temas que habían aparecido en su trabajo anterior. Sus pinturas fueron luego copiadas en las paredes a escala 1:6, en un panorama de 360 grados, bajo su supervisión y terminado en 1953. : 57–59 pp. 
Otro cuadro de 1958, en el que Magritte invirtió la iluminación, con un paisaje iluminado por el sol bajo un cielo nocturno es Le salon de Dieu (El salón de Dios), óleo sobre lienzo, de 43 x 59 cm., (en la colección privada de Arnold Weissberger, Nueva York en 1977). Magritte habló sobre la pintura en una carta sin fecha a Suzi Gablik en la que decía: "Me gustaría decirle que he creado una imagen muy difícil, pero que probablemente sea demasiado difícil para tener éxito. Se trata de una pintura de un paisaje diurno con un cielo nocturno (estrellas y luna creciente). He pintado y repintado este cuadro y estoy en la etapa de desencanto, ¡es un fracaso total! Un amigo encontró como título Le salon de Dieu (El salón de Dios): dudé mucho tiempo en adoptarlo; un título como Le bal masqué (El baile de máscaras) me parecía preferible por muchas razones, siendo la principal la prohibición total de decir nada sobre Dios. Pero verlo y reproducirlo en pintura solo es posible si uno es un dios. Mientras espero convertirme en uno, abandono el proyecto."  : 179 p. 

## Citas del autor y de André Breton
Magritte comentó sobre las pinturas en una entrevista televisada en 1956, cuando recibió su premio Guggenheim. : 177 p. 
Para mí, la concepción de un cuadro es una idea de una cosa o varias cosas que pueden hacerse visibles a través de mi pintura. Se entiende que todas las ideas no son concepciones para imágenes. Evidentemente, una idea debe ser lo suficientemente estimulante para que me comprometa a pintar fielmente la cosa o cosas que he ideado.

 La concepción de una imagen, es decir, la idea, no es visible en la imagen: una idea no se puede ver con los ojos. Lo que se representa en un cuadro es lo que es visible a los ojos, es la cosa o cosas que deben haber sido ideadas. Así, lo que está representado en el cuadro El imperio de la luz son las cosas que yo he ideado, es decir, un paisaje nocturno y un cielo como el que vemos durante el día. El paisaje evoca la noche y el cielo evoca el día. A este poder lo llamo: poesía.

 Si creo que esta evocación tiene tanta fuerza poética es porque, entre otras razones, siempre he sentido el mayor interés por la noche y por el día, pero sin haber preferido nunca uno u otro. Este gran interés personal por la noche y el día es un sentimiento de admiración y asombro.”  : 177 p. 
En 1964, John y Dominique de Menil organizaron una exposición de la obra de Magritte en Houston, Texas. El surrealista belga asistió a la exposición formal, ataviado con un sombrero de vaquero y botas. André Breton escribió la introducción para el catálogo de la exposición en el que comentó sobre las pinturas Empire of Light:
"La obra y el pensamiento de René Magritte no podían dejar de salir en el polo opuesto de la zona de facilidad -y de capitulación- que se conoce con el nombre de "claroscuro". A él, inevitablemente, recayó la tarea de separar lo "sutil" de lo "denso", sin cuyo esfuerzo no es posible la transmutación. Atacar este problema requería toda su audacia: extraer simultáneamente lo que es luz de la sombra y lo que es sombra de la luz (L'Empire des Lumieres). En esta obra es tal la violencia que se hace a las ideas y convenciones aceptadas (yo - Breton - lo tengo de Magritte) que la mayoría de los que pasan rápidamente creen haber visto las estrellas en el cielo diurno."  : 7 p. 

## Lista parcial de pinturas relacionadas conEl imperio de la luz.
- Buena fortuna [7] : 126–127 pp. o El veneno [15] (1939), gouache, 33,6 x 40,6 cm., Museo Boijmans Van Beuningen, Róterdam.
- El imperio de la luz (1948), 100 x 80 cm., colección particular, Bruselas, Bélgica*
- El imperio de la luz II (1950), 79 x 99 cm. Museo de Arte Moderno, Nueva York (Regalo de Menils)
- El imperio de la luz III (1951), 78,7 x 66 cm., William Alexander, Nueva York*
- El imperio de la luz (1953), 37 x 45 cm. Arnold Weissberger, Nueva York, Nueva York*
- El imperio de la luz (1954), 195,4 x 131,2 cm., Colección Peggy Guggenheim, Venecia, Italia
- El imperio de la luz VIII (1954), 129,9 x 94,6 cm., Colección Menil, Houston, Texas
- El imperio de la luz (1954), 146 x 114 cm., Museos Reales de Bellas Artes de Bélgica, Bruselas, Bélgica
- El imperio de la luz (1958), 49,5 x 39,5 cm., Nueva York*
- El salón de Dios (1958), 43 x 59 cm., Arnold Weissberger, Nueva York*
- El imperio de la luz (1961), 114 x 146 cm., colección particular, Bruselas, Bélgica*
- El imperio de la luz (sin fecha), colección particular, Bruselas, Bélgica*
- El imperio de la luz (1967, sin terminar), 45 x 50 cm., Museo Magritte, Bruselas, Bélgica

Todas las obras están ejecutadas en óleo sobre lienzo a menos que se indique lo contrario. Un asterisco (*) indica la colección basada en una publicación de 1977 y puede no reflejar la colección actual. : 177–181 

## Influencia posterior
Las pinturas inspiraron una escena de la película clásica de terror de 1973 El exorcista, que se usó en los carteles de la película y en las carátulas de los lanzamientos en video doméstico, en los que el personaje del padre Merrin se para frente a la casa de la familia MacNeil. También inspiró la obra de arte para la portada del álbum de Jackson Browne de 1974 Late for the Sky.

## Cuadros previos comparables

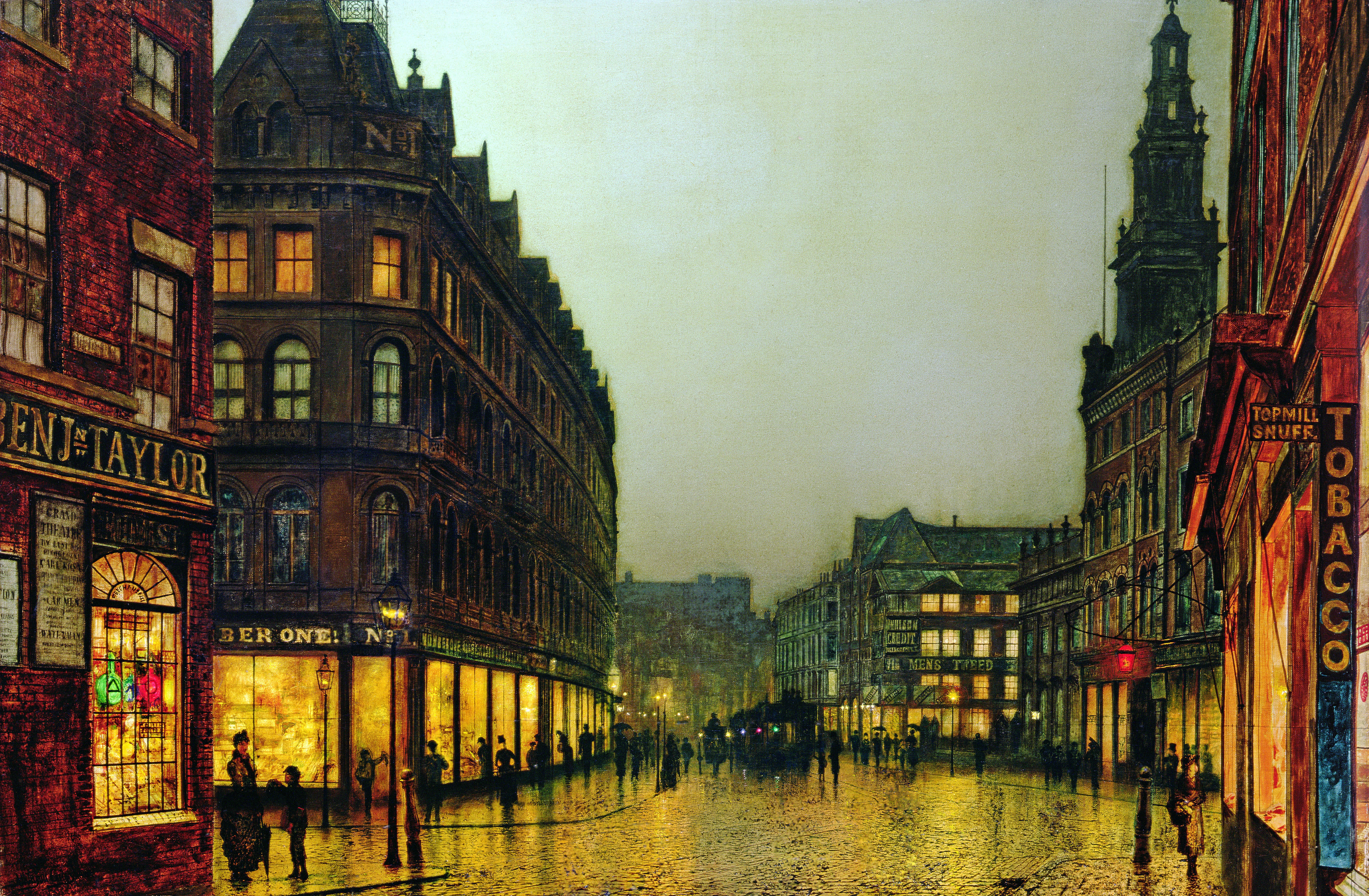
John Atkinson Grimshaw, Boar Lane, Leeds; década de 1880.
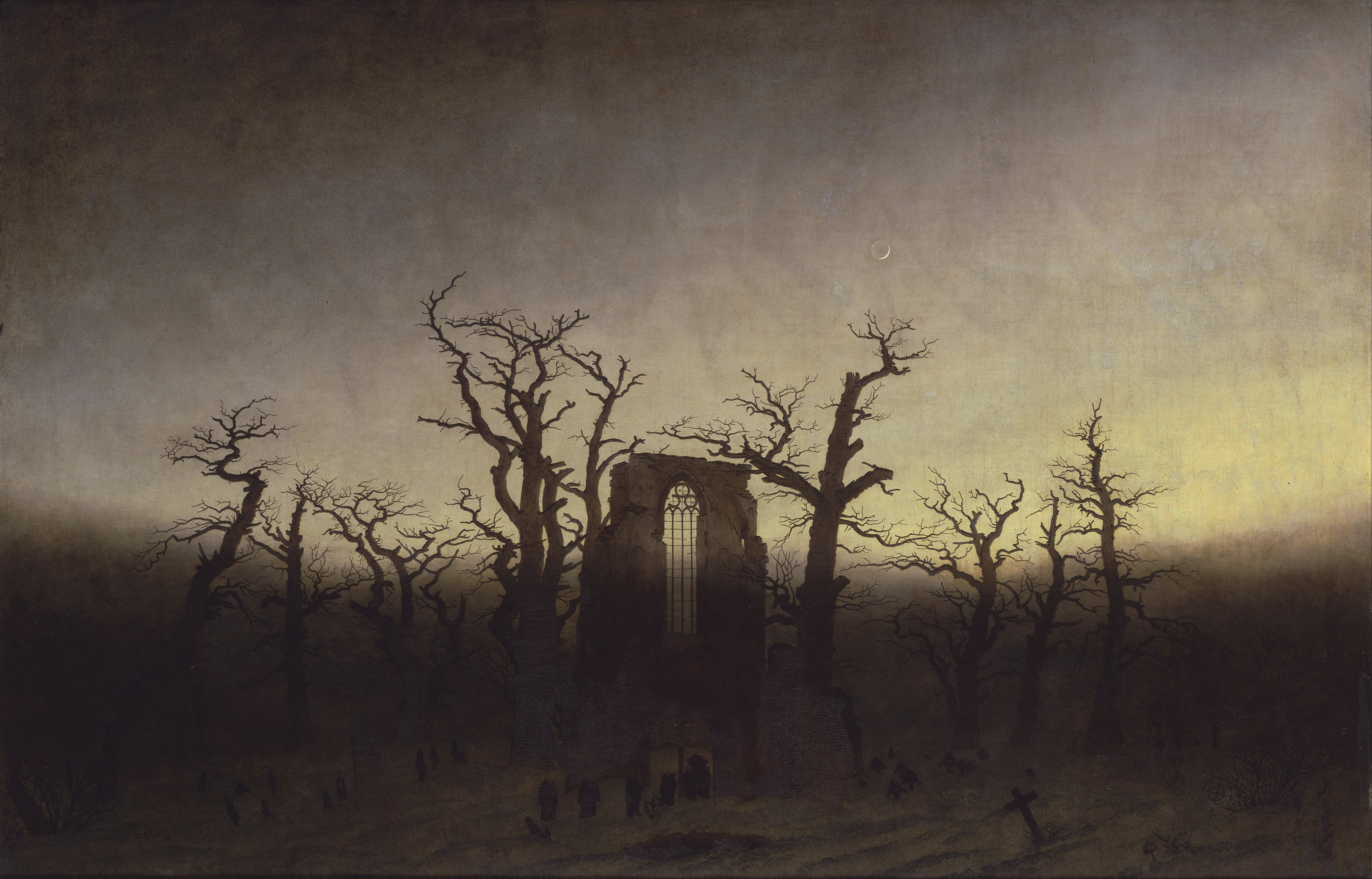
Caspar David Friedrich, La abadía en el robledal (1809-10), óleo sobre lienzo, 171 x 110,4 cm., Alte Nationalgalerie, Berlín.
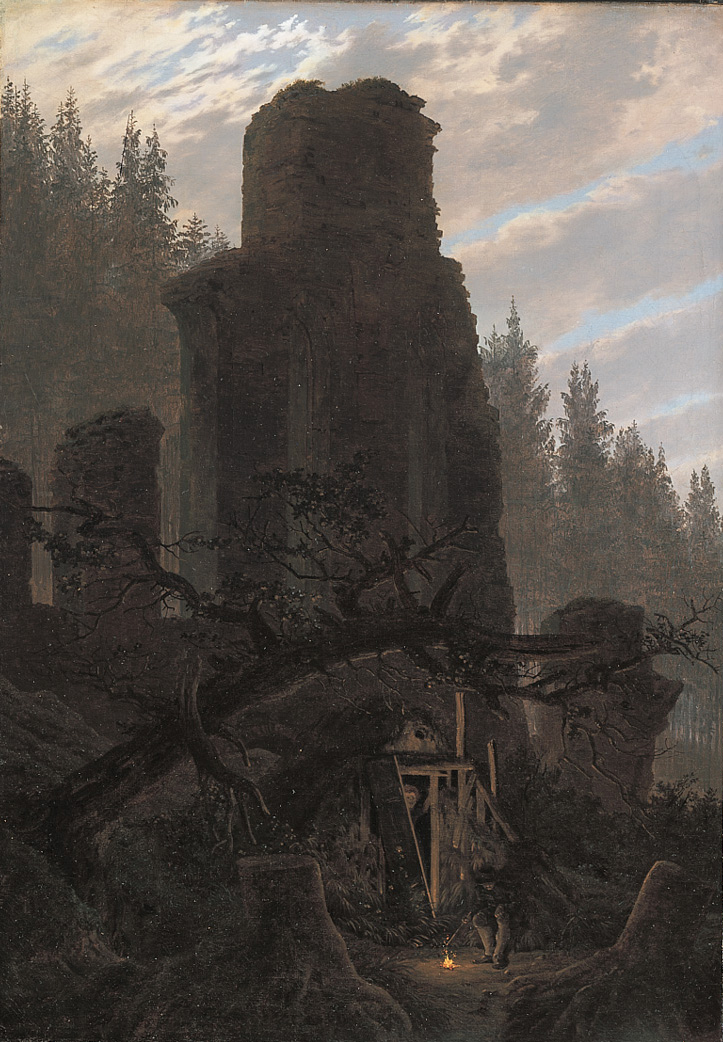
Caspar David Friedrich, Ruina de iglesia en el bosque (c. 1831), óleo sobre lienzo, 70,5 x 49,7 cm., Neue Pinakothek, Múnich.
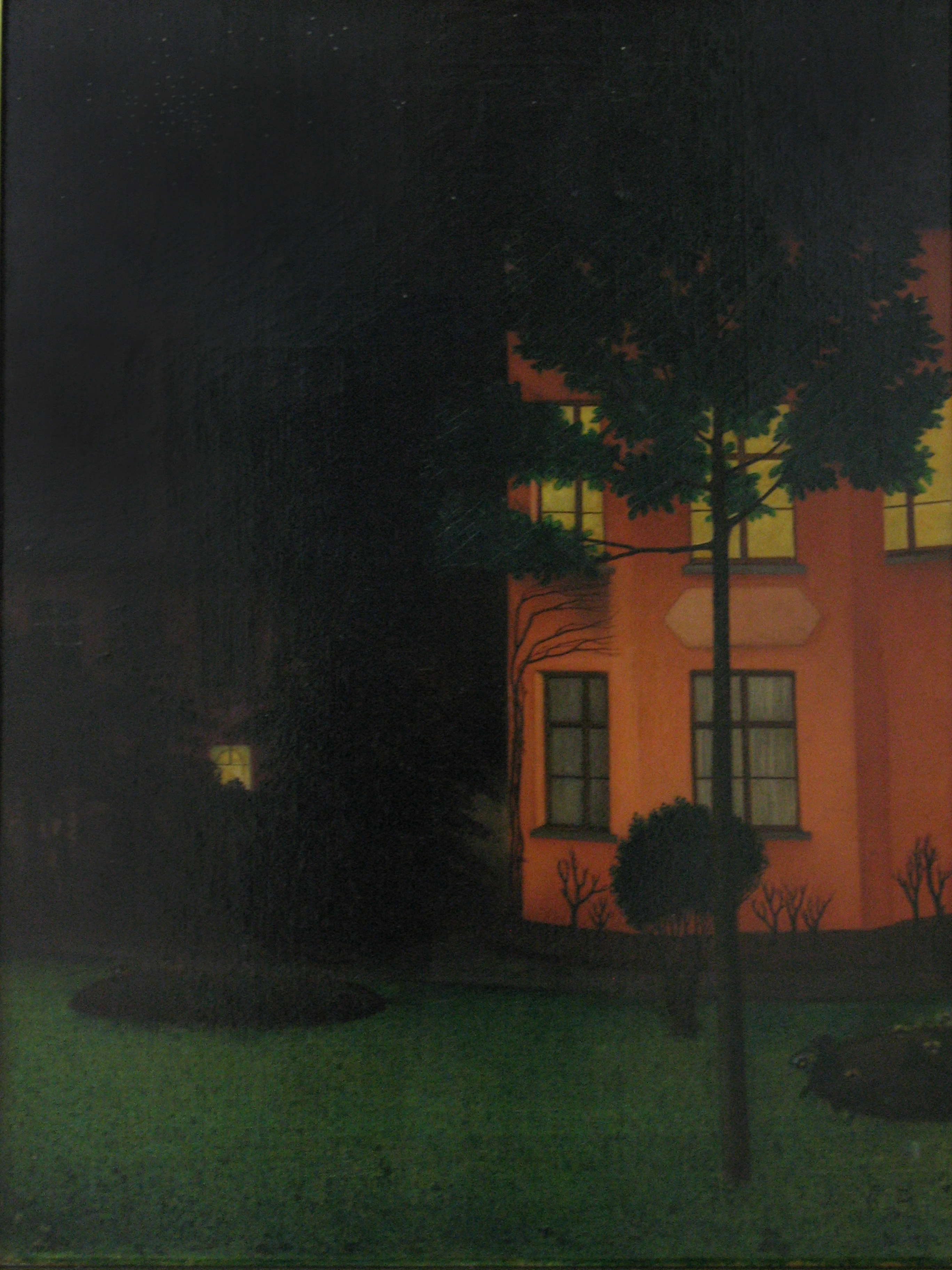
William Degouve de Nuncques, La casa ciega (1892), óleo sobre lienzo, Museo Kröller-Müller, Otterlo.
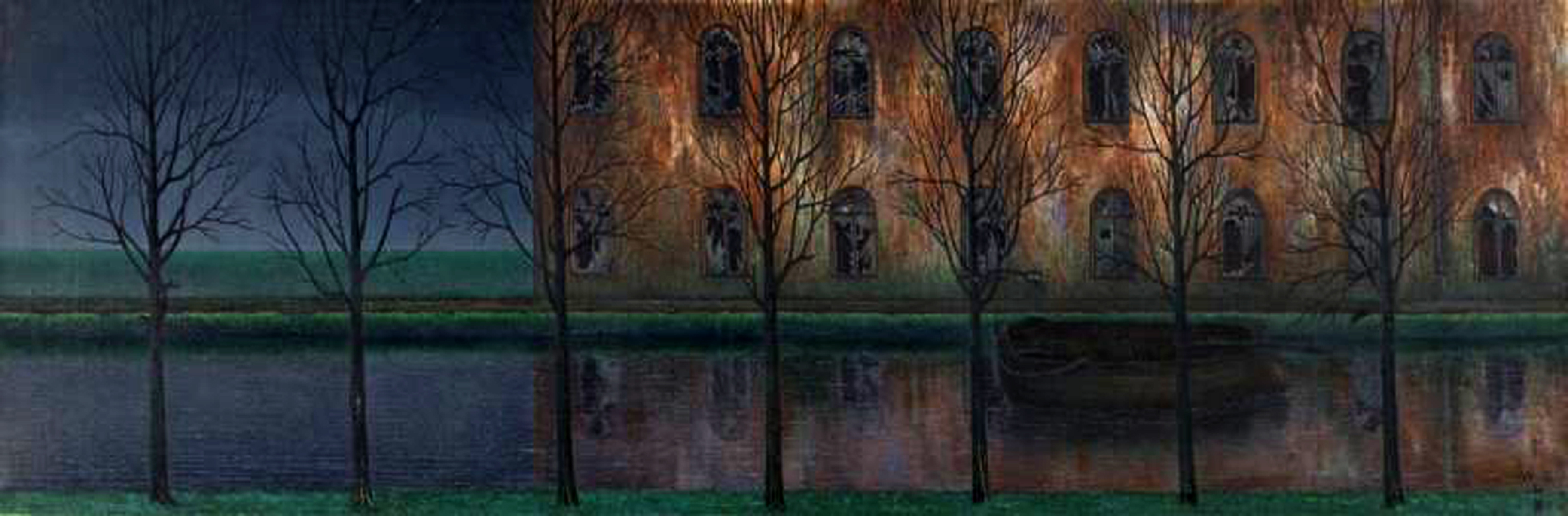
William Degouve de Nuncques, El canal (1894), óleo sobre lienzo, 42,4 x 122,5 cm., Museo Kröller-Müller, Otterlo.